# Liste des villes des Maldives
Liste des villes des Maldives, par ordre alphabétique. Ces villes trouvent leur place ici soit pour leur importance actuelle, tant économique que religieuse, soit pour le rôle qu'elles ont joué dans l'histoire des Maldives.
- Dhidhdhoo
- Eydhafushi
- Farukolhufunadhoo
- Felidhoo
- Funadhoo
- Fuvammulah
- Gan
- Hithadhoo
- Hulhumalé
- Kudahuvadhoo
- Kulhudhuffushi
- Magoodhoo
- Mahibadhoo
- Malé
- Manadhoo
- Midu
- Mula
- Naifaru
- Nolhivaranfaru
- Thinadhoo
- U'ngoofaaru
- Ugoofaaru
- Veymandhoo
- Veymandoo
- Viligili
- Villingili